# Samnitské války
Samnitské války je název tří střetnutí svedených mezi samnitskými kmeny a ranou římskou republikou v letech 343 př. n. l. až 290 př. n. l.
Samnité, tvrdí a bojovní horalové, kteří sídlili na území Apeninského poloostrova jihovýchodně od Latia, představovali nejvážnějšího protivníka Římanů v jejich boji o nadvládu nad Itálií. Konflikty mezi Římany a těmito válečnickými národy trvaly více než půl století a zapojily se do nich takřka všechny italské kmeny. Na jejich konci byli Samnité nuceni podrobit se Římanům, kteří tak zaujali postavení nejsilnější mocnosti celé Itálie.

## Pozadí

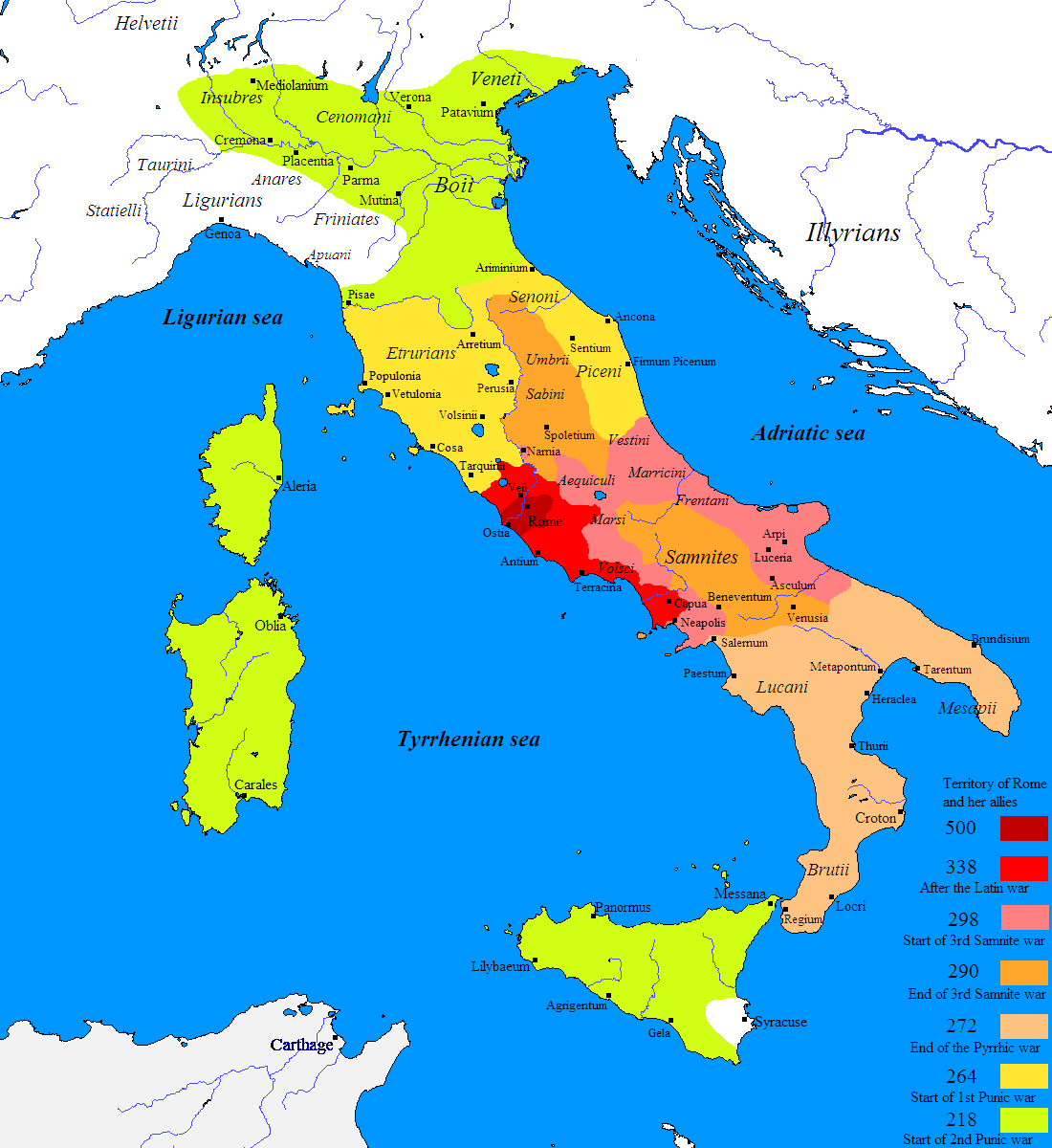
Mapa postupné expanze Římské republiky v Itálii

Drsné sabellské kmeny obývající Apeninské pohoří si po staletí razily cestu do úrodných a mírných nížin nacházejících se mezi Středozemním mořem a hornatým italským vnitrozemím. Etruskům a Latinům se nicméně dařilo držet je na uzdě a odvracet od invaze do Latia. Sabellové proto nasměrovali svoje útoky do Kampánie, oblasti ležící na jih od střední části Apeninského pohoří. Zde se usadili, přičemž si po určité době navykli na civilizovanější způsob života. V důsledku toho se však stali méně válkychtivými, takže když se je jejich vzdálení příbuzní z vnitrozemí rozhodli později následovat, nedokázali se jim obyvatelé Kampánie účinně postavit na odpor.
Řím, jenž na konci 4. století př. n. l. přečkal ničivý vpád Galů, napřel v polovině tohoto století svoji energii k dalšímu rozšiřování svého vlivu. Římané si opět podrobili ta latinská a etruská města, která se vymanila z jejich moci během galské okupace, čímž si zajistili hegemonní pozici v Latiu a ve střední Itálii.
Zhruba v této době pronikla do úrodných rovin Kampánie nejmocnější skupina sabellských kmenů – Samnité. Tito horalové v boji vysoce předčili své předchůdce a nalezli zde dostatek úrodné půdy mnohem vhodnější k pastevectví než drsné kopce Apenin. Záhy snadno opanovali kampánská města a pokračovali dále ve své expanzi. Řím, který byl tehdy ještě příliš zaměstnán bojem s Latiny a Etrusky, uzavřel proto v roce 354 př. n. l. se Samnity spojeneckou smlouvu, čímž si moudře zabezpečil své jižní křídlo. Přesto se konflikt se Samnity o nadvládu nad Kampánii zdál být neodvratný.

## První samnitská válka (343–341 př. n. l.)
První samnitská válka vzplanula na pláních Kampánie poblíž řecké kolonie Capua. Takřka současně napadly lukánské a bruttijské kmeny obce „Velkého Řecka“ (Magna Graecia), ležící dále na východě a jihu. Řekové požádali o pomoc épeirského krále Alexandra I., zatímco mnohem více odlehlá Capua neměla jiné volby, než se obrátit na Římany. Podle ne zcela věrohodných zdrojů se římští vyslanci pokusili vyjednat mezi Capuou a Samnity oboustranně přijatelné mírové podmínky. Jejich zprostředkování bylo ale Samnity zřejmě hrubě odmítnuto, načež následovala válka, která byla sice krátká, nicméně znamenala důležitý zlom ve vztazích mezi Římany a Samnity.

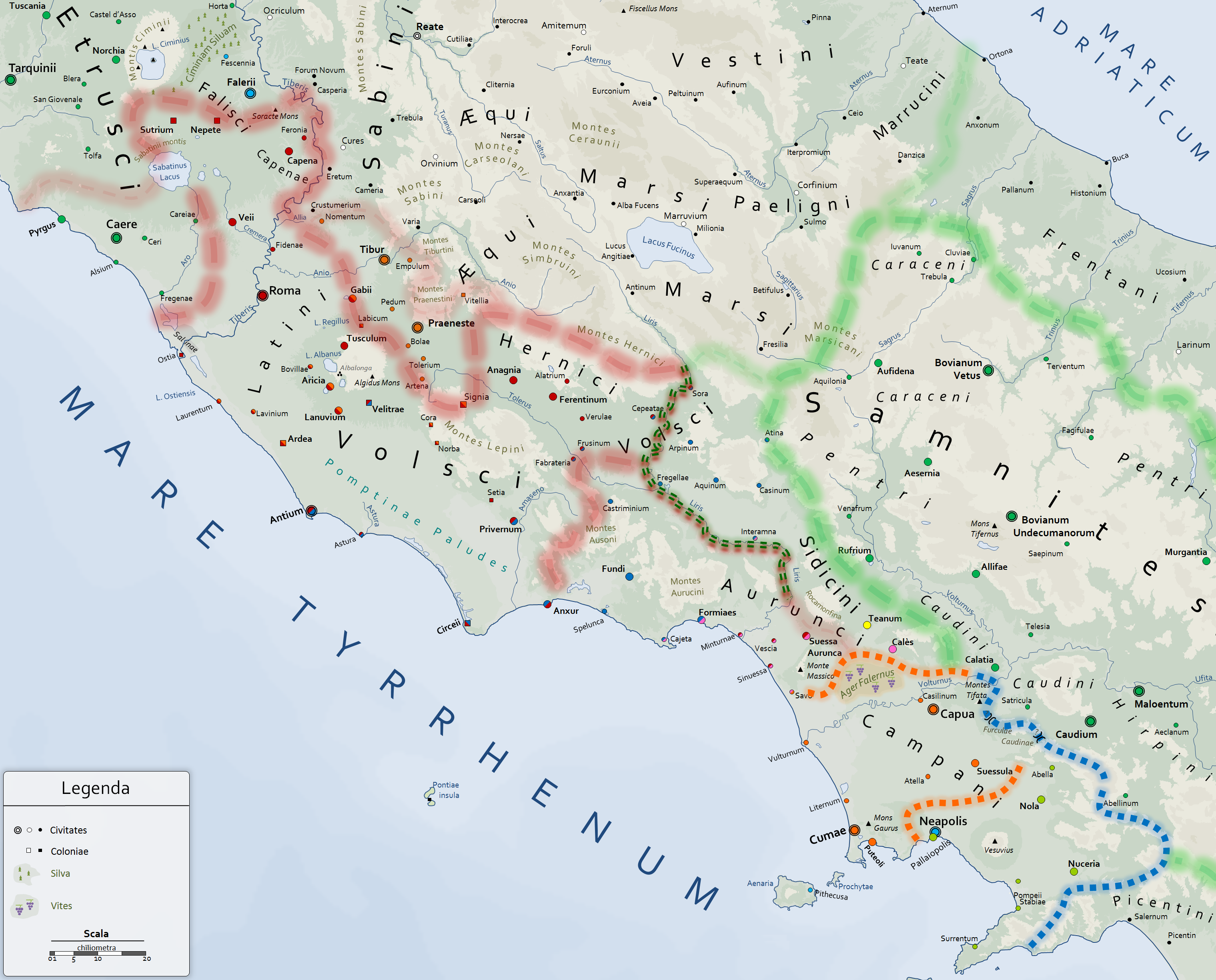
Římská republika a Samnium v první válce roku 343 př. n. l.

Ačkoliv historické prameny, včetně Livia, podávají značně nespolehlivé informace, lze se domnívat, že válka se vyznačovala přesvědčivými římskými vítězstvími, obzvláště v bitvě na hoře Gaurus, v níž Římany vedl diktátor Marcus Valerius Corvus. Navzdory těmto úspěchům byli Římané po dvou letech přinuceni k přijetí míru, neboť se současně znovu rozhořely spory s jejich latinskými sousedy.
Latinští spojenci Říma znovu rozhněvaně povstali, neboť museli sloužit římským zájmům ve válce mimo Latium. Zvláště když latinský spolek, stále více závislý na Římanech, považoval konflikt se Samnity za ideální příležitost k setřesení římské nadvlády. V důsledku toho Římanům nezbylo, než přerušit své výboje na jihu a utkat se se svými neklidnými sousedy ve druhé latinské válce.
I přes nedostatek důvěryhodných historických zdrojů, vyznívá krátká první samnitská válka jako jednoznačný římský úspěch. Jejím nejdůležitějším výsledkem bylo získání bohaté Kampánie s hlavním městem Capuou. Mírumilovní a civilizovaní Kampánové nepochybně nepředstavovali pro agresivní Samnity adekvátního soupeře a spojenectví s římskou republikou se proto jevilo jako přirozený krok. Tato událost tak podává názorný příklad jednání římské diplomacie, která aliancemi dosahovala mírového pohlcení svých spojenců. Ať už se tak stalo z politické nezbytnosti nebo v důsledku vnější vojenské hrozby, Kampánie se dostala od konce první samnitské války pevně do rukou Římanů. Jejím připojením byla moc Říma posílena jak ziskem bohatého a strategicky důležitého území, tak (zejména) nabytím dalšího rezervoáru lidských sil pro budoucí tažení legionářů.

## Druhá samnitská válka (326–304 př. n. l.)

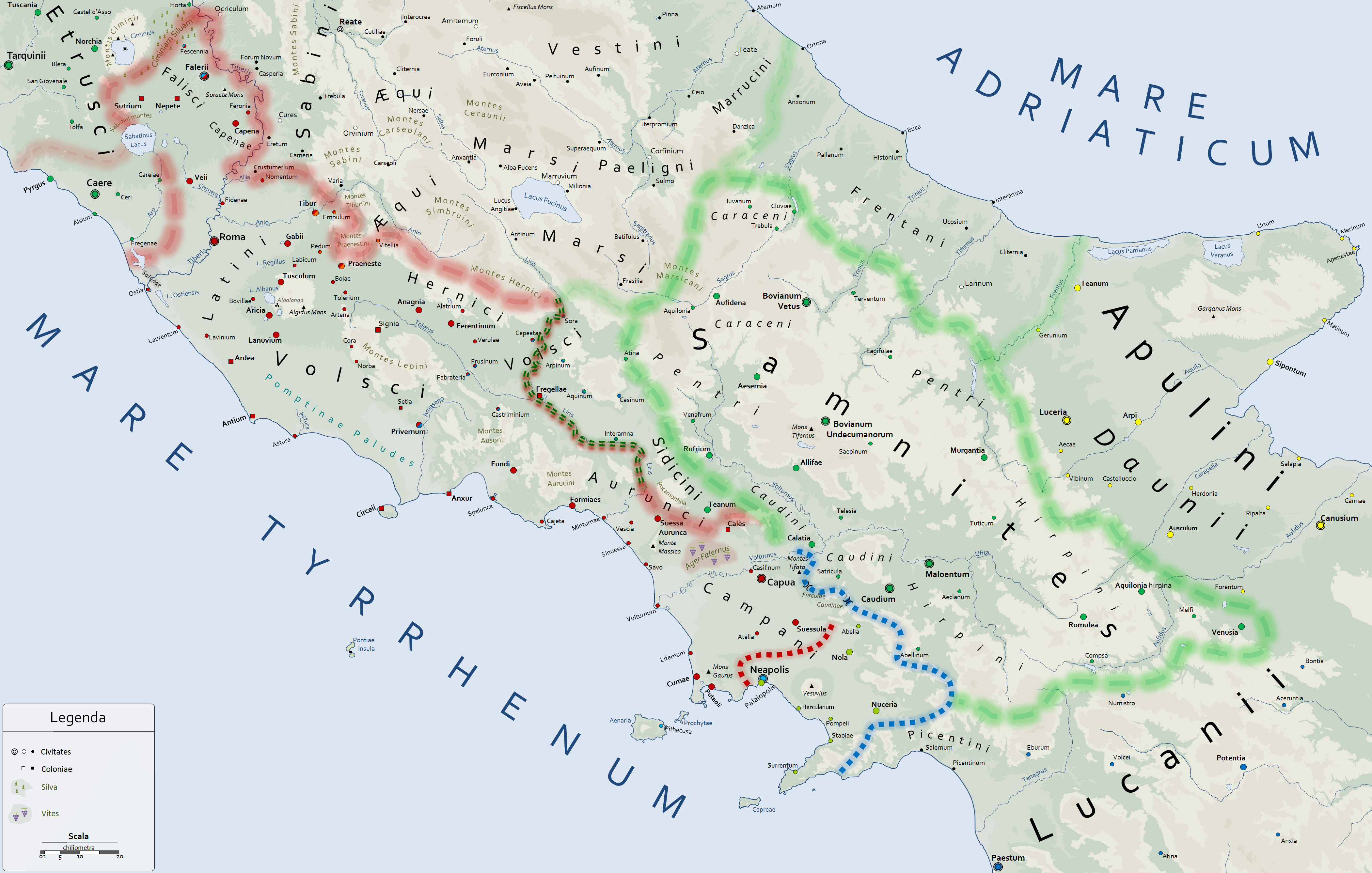
Římská republika a Samnium v druhé válce roku 327 př. n. l.

Po skončení druhé latinské války pronikli Římané na území Aurunků a Sidicinů jižně od oblasti obývané Volsky. Svoji vládu nad Kampánií se pokusili zpečetit rovněž expanzí za řeku Liris. Na konci 30. let 4. století př. n. l. zde Římané, zřejmě ve snaze rozdmýchat další konflikt se Samnity, založili dvě kolonie ve Fregellách a v Cales. Samnité si tento postup přirozeně vyložili jako nepřípustné zasahování Římanů, nicméně zatím se museli vypořádat s naléhavějším problémem, neboť se zapletli do boje Lukánů s řeckým městem Tarentem a jeho spojencem, Alexandrem I. Épeirským. Po skončení této války v roce 331 př. n. l. se Samnité mohli konečně postavit římské rozpínavosti. Římané tvrdili, že Samnité podněcovali obyvatele řeckého města Neapolis k zvětšení jejich území v Kampánii na úkor římských spojenců a proto byli nuceni vystavět ve sporné oblasti své kolonie. Samnité poté umístili do Neapole svoji posádku, načež neapolští aristokraté požádali o pomoc římský senát. V roce 327 př. n. l. dorazily k městu římské legie a vytlačily z něj samnitské vojáky, čímž byla zahájena druhá samnitská válka.

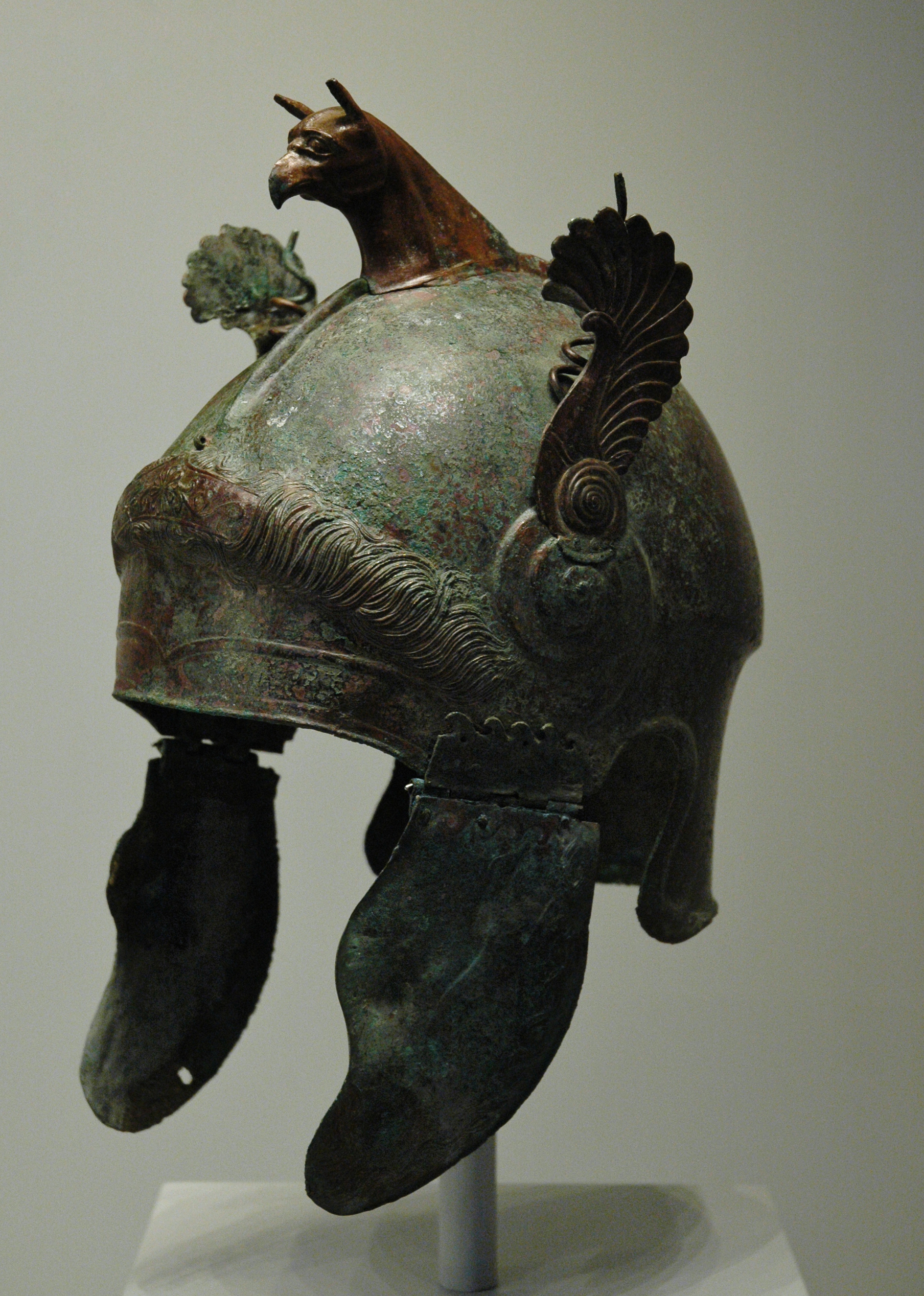
Attický typ přilby nalezený v mnoha samnitských hrobech

Samnité na jejím počátku ovládali dvakrát větší, třebaže málo úrodné a spíše hornaté území. Válka se nejprve vyvíjela ve prospěch Římanů a Samnité dokonce v roce 321 př. n. l. žádali o mír. Nadmíru sebevědomí Římané jim však stanovili natolik tvrdé podmínky, že se Samnité raději rozhodli pokračovat v boji. Jejich situace se zdála být zoufalá, nicméně právě v tomto okamžiku Samnité pochopili výhody, jež jim skýtal horský terén Samnia, díky čemuž přivodili zvrat ve válce.
Na konci roku 321 př. n. l. postoupilo římské vojsko vedené oběma konzuly hluboko na samnitské území, přitom ovšem padlo do léčky, když se nechalo chytit do pasti v Kaudijské soutěsce. Římané se ocitli v naprostém obklíčení a proto se tváří v tvář hrozbě úplného zničení museli vzdát. Následně byli nuceni odložit svá kopí (což bylo pro římského vojáka symbolem největší pohany) a potupně projít pod jhem. Pokoření Římanů bylo završeno přijetím smlouvy, podle níž byli nuceni jednak opustit své kolonie v Kampánii a jednak na pět let přerušit válku. Jako záruku museli Samnitům poskytnout 600 jezdců (equites) jako rukojmích. Pozdější římští historici sice prohlašovali, že smlouva nebyla senátem schválena, přesto existují nezpochybnitelné důkazy o tom, že válečné operace proti Samnitům byly až do roku 316 př. n. l. zastaveny.
Tohoto pětiletého odkladu využili Římané k posílení své vojenské síly. V roce 318 př. n. l. si kromě toho podmanili další dva menší kmeny v Kampánii mezi územím Volsků a Capuou. Zároveň obklíčili Samnium z východu a jihu, když na svoji stranu získali apulské a lukánské kmeny. Mnoho dalších kmenů se poddalo Římu a přijalo spojenecký status, čímž byl tlak vyvíjený na Samnity ještě umocněn.
Vojenské operace byly obnoveny v roce 316 př. n. l., ovšem Římané v konfliktu nadále tahali za kratší kus provazu, když podlehli Samnitům v několika po sobě jdoucích střetnutích, včetně zničující porážky v bitvě u Lautulae v roce 315 př. n. l. V tomto roce se navíc Kampánie nacházela na pokraji odpadnutí od Římanů, kteří tudíž s některými Samnity opět sjednali příměří. Samnité přesto ještě vystupňovali svůj nápor poté, co se k nim v roce 311 př. n. l. přidali také Etruskové na severu. Válka tím nabyla rozměrů zápasu o nadvládu nad Itálií.
Ze severu i z jihu sevřené Římany stíhala nejprve jedna porážka za druhou, ale po roce 310 př. n. l. se válečná štěstěna znovu přiklonila na jejich stranu a v sérii bitev dosáhli několika vítězství jak proti Samnitům tak Etruskům. V téže době však vyvrcholil odpor vůči římské dominanci i mezi dalšími dosud Římanům loajálními kmeny. Aequové a Hernikové povstali a připojili se k Samnitům, na jejichž stranu se postavili také Marsové, Paelignové, Frentani a Vestini. Jejich snaha zastavit šíření římské moci však přišla příliš pozdě. Vítězství Římanů v bitvě u Boviana v roce 305 př. n. l. přimělo většinu z nich kapitulovat. Už o tři roky dříve byla etruská města nucena přijmout velmi tvrdé mírové podmínky a v roce 304 př. n. l. byl podobně přísný mír sjednán i se Samnity. Ti si prozatím směli podržet svoji nezávislost, byli však rozhodujícím způsobem oslabeni a s konečnou platností museli uznat římskou kontrolu Kampánie. Římané i přes těžké ztráty ovládli rozsáhlé území, kde upevnili svoji vládu založením četných nových kolonií, osídlených legionáři.
Podle některých antických pramenů Římané právě na konci 4. století př. n. l. převzali od Samnitů manipulový systém organizace vojska, čímž reagovali na své neúspěchy v bojích na nerovném terénu. Manipuly se ukázaly mnohem pružnější, než pevné řecké uspořádání hoplítů, které Římané přejali od Etrusků a uplatňovali po celé 6. a 5. století př. n. l., a navíc zaručovaly vysokou manévrovatelnost vojska na jakémkoli povrchu a za jakýchkoli podmínek. Tento systém následně Římané používali prakticky až do dob Gaia Maria, kdy se klíčovou jednotkou římské legie stala kohorta.
V průběhu druhé samnitské války zahájil v roce 312 př. n. l. censor Appius Claudius Caecus stavbu vojenské silnice z Říma do Capuy, jež podle něho obdržela název Via Appia a která římským legionářům umožňovala rychlý přesun na území Samnitů. Tento první z mnoha pozoruhodných, technických počinů Římanů jim značně usnadnil dobytí jižní Itálie.

## Třetí samnitská válka (298–290 př. n. l.)

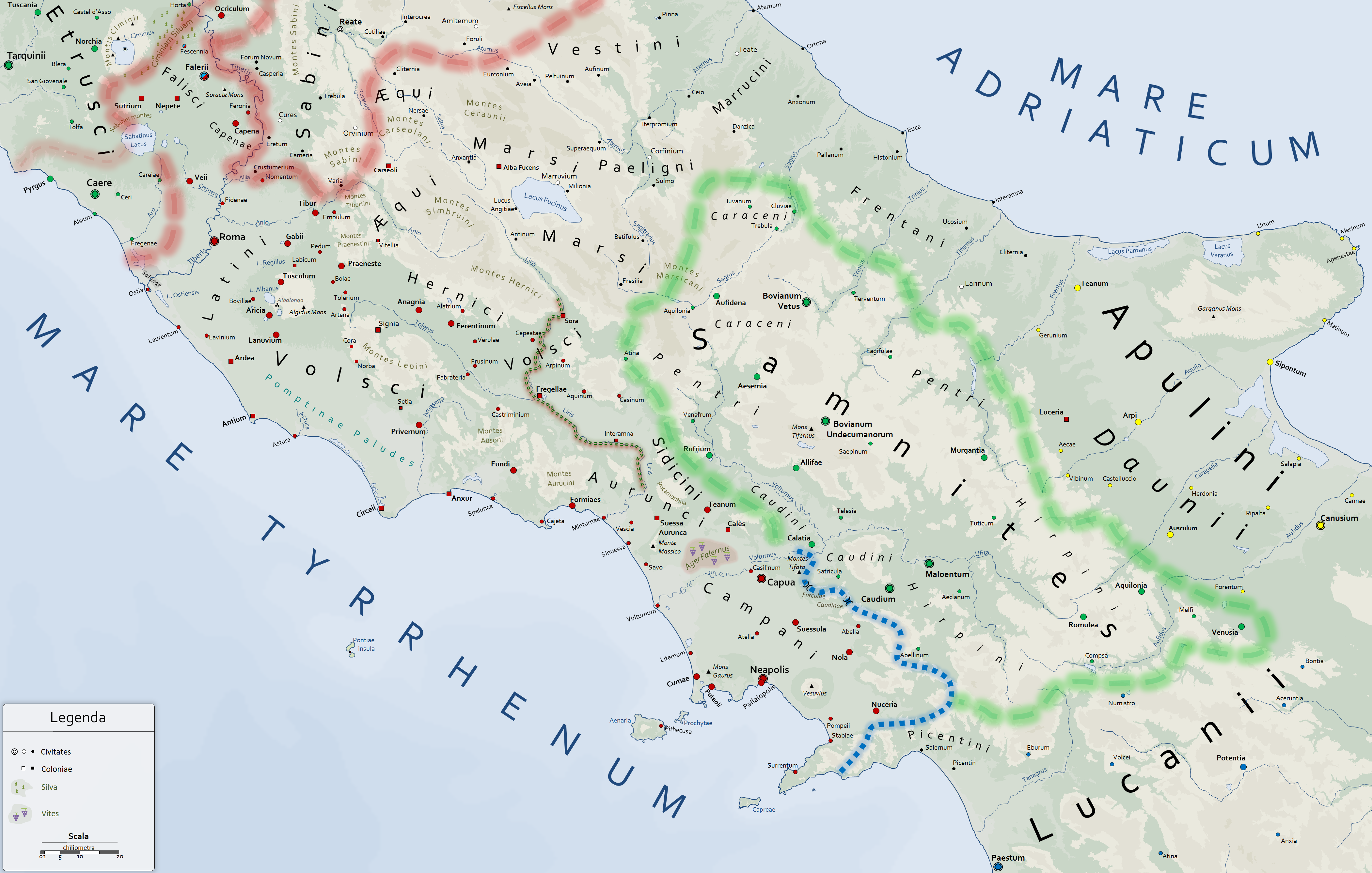
Římská republika a Samnium v třetí válce roku 298 př. n. l.

Mír mezi oběma národy nevydržel příliš dlouho a již po šesti letech vypukla v roce 298 př. n. l. třetí samnitská válka, která byla posledním zoufalým pokusem Samnitů udržet si svobodu. Samnitům se podařilo získat na svou stranu odvěké nepřátele Říma. Etruskové, Umbrové, Galové a další lokální kmeny spojili své síly se Samnity s cílem zadržet rostoucí moc Římanů.
Válka opět začala u města Neapolis na pláních Kampánie, která byla původní příčinou konfliktu. Postavení Římanů bylo velmi vážné, neboť byli poprvé nuceni čelit koordinovanému útoku všech svých nepřátel: Samnitů z jihu a východu a Etrusků a Galů ze severu. Až dosud se Římanům vždy dařilo ničit své nepřátele odděleně (divide et impera), nicméně spojení všech jejich dlouholetých rivalů činila z tohoto boje zápas o přežití. V silách nepřátelské koalice bylo nejenom Římany porazit, ale kromě toho také zvrátit výsledky dosavadních římských výbojů.
Na počátku konfliktu Římané zdolali samnitské vojsko na jihu, což jim umožnilo soustředit svoji pozornost proti Etruskům a Galům na severu. Stěžejním střetnutím, které rozhodlo o osudu Itálie, se stala v roce 295 př. n. l. bitva u Sentina v Umbrii, kde se podle tvrzení pramenů utkal do té doby nejvyšší počet vojáků v dějinách Itálie. Počáteční útok galských válečných vozů zatlačil římské vojsko zpět, pak ale disciplinovaní Římané opanovali bojiště a rozdrtili proti nim stojící Samnity a Galy. Nezdolní Samnité ovšem i přes tento zničující nezdar dokázali pokračovat v boji až do konečné porážky v roce 291 př. n. l., která učinila další odpor zbytečným.
V následujícím roce stanovili Římané svým neústupným nepřátelům poměrně mírné mírové podmínky, čímž byl organizovaný odpor Samnitů definitivně zlomen. Kampánská města, řecká i italická, se stala nezpochybnitelnými spojenci Římanů, kteří jim za to zaručili určitý stupeň nezávislosti. K zabezpečení svých výbojů uplatňovali Římané osvědčenou taktiku obkličování nepřátelského území zakládáním kolonií (vojenských posádek). Tak byla třeba v roce 291 př. n. l. zřízena v Apulii kolonie Venusia, ve které bylo usazeno několik tisíc římských občanů.
Válečné zápolení však kapitulací Samnitů ještě zcela neutichlo. Římané se museli nadále potýkat s Kelty a Etrusky, na jejichž straně válčilo stále mnoho Samnitů. V roce 283 př. n. l. Římané porazili spojené vojsko etruských měst a keltského kmene Senonů v bitvě u Vadimonského jezera. Senonové, kteří sídlili na severu střední Itálie již od počátku 4. století př. n. l. museli následně odtáhnout na sever do údolí řeky Pádu. Konflikt s Etrusky pokračoval ještě další tři roky, než nakonec i ti v roce 280 př. n. l. uznali drtivou římskou převahu. Římané se po skončení samnitských válek stali nezpochybnitelnými pány celého středu apeninského poloostrova.